# Cyathea lunulata
Cyathea lunulata är en ormbunkeart. Cyathea lunulata ingår i släktet Cyathea och familjen Cyatheaceae.

## Underarter
Arten delas in i följande underarter:
- C. l. lunulata
- C. l. vitiensis